# Iwan Managarow
Iwan Managarow (ros. Иван Мефодьевич Манагаров, ur. 31 maja?/12 czerwca 1898 w Jenakijewem, zm. 27 listopada 1981 w Jałcie) – radziecki dowódca wojskowy, generał pułkownik, Bohater Związku Radzieckiego (1945).

## Życiorys
Miał wykształcenie niepełne średnie, pracował w kopalni, we wrześniu 1914 wstąpił do rosyjskiej armii, walczył w I wojnie światowej, w czerwcu 1915 został ciężko ranny i zdemobilizowany.
W 1917 aktywnie uczestniczył w wydarzeniach rewolucyjnych, w lipcu 1917 został zastępcą dowódcy, potem dowódcą oddziału Czerwonej Gwardii w Jenakijewem, w lutym 1918 wstąpił do Armii Czerwonej, 1919 został członkiem RKP(b). Brał udział w wojnie domowej jako dowódca pułku, walczył m.in. z wojskiem Krasnowa i Denikina, a 1920–1921 z anarchistyczną armią Machno, 1923 ukończył szkołę kawalerii im. Budionnego w Taganrogu. Od września 1923 do marca 1925 dowodził plutonem kawalerii w 21 pułku kawalerii 4 Dywizji Kawalerii Leningradzkiego Okręgu Wojskowego, od marca 1925 do kwietnia 1926 służył w 46 pułku kawalerii 8 Dywizji Kawalerii na Froncie Turkiestańskim (przeciw basmaczom), 1926-1928 był sekretarzem biura partyjnego 47 pułku kawalerii 11 Dywizji Kawalerii w Nadwołżańskim Okręgu Wojskowym w Troicku. W 1931 ukończył Wojskową Akademię Polityczną Armii Czerwonej im. Tołmaczewa w Leningradzie i został komisarzem 7 zmechanizowanego pułku 7 Dywizji Kawalerii Białoruskiego Okręgu Wojskowego, a w maju 1932 dowódcą i komisarzem 3 pułku kawalerii 1 Dywizji Kawalerii w Płoskirowie, od stycznia 1936 do lipca 1938 był komenderowany służbowo do Chin i Mongolii. Od 1938 do listopada 1941 dowodził 8 Dywizją Kawalerii 1 Samodzielnej Armii Dalekowschodniej, od listopada 1941 do stycznia 1942 dowodził 26 Korpusem Piechoty Frontu Dalekowschodniego, a od stycznia do marca 1943 16 Korpusem Kawalerii Moskiewskiego Okręgu Wojskowego. Od marca 1942 uczestniczył w wojnie z Niemcami jako dowódca 7 Korpusu Kawalerii 61 Armii, walczył na Froncie Briańskim i Kalinińskim, od grudnia 1942 do marca 1943 dowodził 41 Armią Frontu Kalinińskiego, brał udział w operacji rżewsko-wiaziemskiej. Od marca do grudnia 1943 i ponownie od marca 1944 do końca wojny dowodził 53 Armią, w składzie Frontu Stepowego uczestniczył w bitwie pod Kurskiem i bitwie o Dniepr, w składzie 2 Frontu Ukraińskiego w operacji kirowohradzkiej, korsuń-szewczenkowskiej, humańsko-botoszańskiej, jasko-kiszyniowskiej, budapeszteńskiej i praskiej, a w składzie Frontu Zabajkalskiego w operacji chingańsko-mukdeńskiej. W 1947 ukończył Wyższe Kursy Akademickie przy Wyższej Akademii Wojskowej im. Woroszyłowa, od lutego 1947 do czerwca 1949 dowodził 4 Armią w Zakaukaskim Okręgu Wojskowym, a od czerwca 1949 do września 1953 dowodził wojskami obrony przeciwlotniczej Rejonu Kijowskiego, następnie zakończył służbę wojskową.

## Awanse
- kombrig (20 listopada 1938)
- generał major (4 czerwca 1940)
- generał porucznik (29 sierpnia 1943)
- generał pułkownik (29 maja 1945)

## Odznaczenia
- Złota Gwiazda Bohatera Związku Radzieckiego (28 kwietnia 1945)
- Order Lenina (dwukrotnie)
- Order Rewolucji Październikowej
- Order Czerwonego Sztandaru (trzykrotnie)
- Order Suworowa I klasy
- Order Kutuzowa I klasy
- Order Bohdana Chmielnickiego I klasy
- Order Czerwonej Gwiazdy (dwukrotnie)

Medale ZSRR i odznaczenia zagraniczne.